# Shamrock Rovers Football Club 1983-1984
Questa voce raccoglie le informazioni riguardanti lo Shamrock Rovers Football Club nelle competizioni ufficiali della stagione 1983-1984.

## Maglie e sponsor
Lo sponsor tecnico per la stagione 1983-1984 è Adidas, mentre quello ufficiale è Lifestyle.
| Manica sinistra · Manica sinistra · Maglietta · Maglietta · Manica destra · Manica destra · Pantaloncini · Calzettoni |

## Rosa
| N. |                             | Ruolo | Calciatore     |
| -- | --------------------------- | ----- | -------------- |
|    | Irlanda (bandiera)          | P     | Jody Byrne     |
|    | Irlanda (bandiera)          | D     | Kevin Brady    |
|    | Irlanda (bandiera)          | D     | John Coady     |
|    | Irlanda (bandiera)          | D     | Peter Eccles   |
|    | Irlanda (bandiera)          | D     | Dermot Keely   |
|    | Irlanda (bandiera)          | D     | Harry Kenny    |
|    | Irlanda (bandiera)          | D     | Jacko McDonagh |
|    | Irlanda (bandiera)          | D     | John McDonnell |
|    | Irlanda del Nord (bandiera) | D     | Mick Neville   |
|    | Irlanda (bandiera)          | D     | Paul Pidgeon   |
|    | Irlanda (bandiera)          | D     | Anto Whelan    |

| N. |                    | Ruolo | Calciatore       |
| -- | ------------------ | ----- | ---------------- |
|    | Irlanda (bandiera) | C     | Ritchie Bayly    |
|    | Irlanda (bandiera) | C     | Pat Byrne        |
|    | Irlanda (bandiera) | C     | Anto Hyde        |
|    | Irlanda (bandiera) | C     | Noel King        |
|    | Irlanda (bandiera) | C     | Liam O'Brien     |
|    | Irlanda (bandiera) | C     | Gay O'Carroll    |
|    | Irlanda (bandiera) | C     | Pat O'Toole      |
|    | Irlanda (bandiera) | A     | Liam Buckley     |
|    | Irlanda (bandiera) | A     | Alan Campbell    |
|    | Irlanda (bandiera) | A     | Terry Eviston    |
|    | Irlanda (bandiera) | A     | Neville Steedman |

## Calciomercato

### Sessione estiva
| Acquisti | Acquisti      | Acquisti     | Acquisti |
| R.       | Nome          | da           | Modalità |
| -------- | ------------- | ------------ | -------- |
| P        | Jody Byrne    | Dundalk      |          |
| D        | Kevin Brady   | Bohemians    |          |
| D        | Mick Neville  | Drogheda Utd |          |
| C        | Pat Byrne     | Hearts       |          |
| C        | Noel King     | Dundalk      |          |
| C        | Liam O'Brien  | Bohemians    |          |
| A        | Terry Eviston | Bohemians    |          |

| Cessioni | Cessioni       | Cessioni            | Cessioni |
| R.       | Nome           | a                   | Modalità |
| -------- | -------------- | ------------------- | -------- |
| P        | Alan O'Neill   | UCD                 |          |
| D        | Ronnie Murphy  | Bohemians           |          |
| C        | Denis Clarke   | Athlone Town        |          |
| C        | Robbie Gaffney | UCD                 |          |
| C        | John Stiles    | Vancouver Whitecaps |          |
| A        | Tommy Gaynor   | Dundalk             |          |

### Operazioni esterne alle sessioni
| Acquisti | Acquisti     | Acquisti | Acquisti |
| R.       | Nome         | da       | Modalità |
| -------- | ------------ | -------- | -------- |
| D        | Dermot Keely | UCD      |          |

| Cessioni | Cessioni      | Cessioni     | Cessioni |
| R.       | Nome          | a            | Modalità |
| -------- | ------------- | ------------ | -------- |
| C        | Ritchie Bayly | Drogheda Utd |          |

## Risultati

### A Division

#### Girone di andata
| Dublino 2 ottobre 1983, ore 15:30 UTC+0 1ª giornata | Shamrock Rovers | 2 – 0 referto | Drogheda Utd | Tallaght Stadium |

| Dublino 9 ottobre 1983, ore 15:30 UTC+0 2ª giornata | St Patrick's | 0 – 4 referto | Shamrock Rovers | Richmond Park |

| Dublino 16 ottobre 1983, ore 15:30 UTC+0 3ª giornata | Shamrock Rovers | 4 – 1 referto | Galway Utd | Tallaght Stadium |

| Ballybofey 23 ottobre 1983, ore 15:30 UTC+0 4ª giornata | Finn Harps | 2 – 1 referto | Shamrock Rovers | Finn Park |

| Dundalk 30 ottobre 1983, ore 15:30 UTC+0 5ª giornata | Dundalk | 0 – 1 referto | Shamrock Rovers | Oriel Park |

| Dublino 6 novembre 1983, ore 16:30 UTC+0 6ª giornata | Shamrock Rovers | 1 – 1 referto | Bohemians | Tallaght Stadium |

| Waterford 13 novembre 1983, ore 14:30 UTC+0 7ª giornata | Waterford United | 0 – 2 referto | Shamrock Rovers | Regional Sports Centre |

| Dublino 20 novembre 1983, ore 14:30 UTC+0 8ª giornata | Shamrock Rovers | 1 – 0 referto | Home Farm | Tallaght Stadium |

| Athlone 27 novembre 1983, ore 14:30 UTC+0 9ª giornata | Athlone Town | 1 – 1 referto | Shamrock Rovers | St. Mel's Park |

| Dublino 4 dicembre 1983, ore 15:30 UTC+0 10ª giornata | Shamrock Rovers | 5 – 0 referto | Sligo Rovers | Tallaght Stadium |

| Dublino 11 dicembre 1983, ore 14:30 UTC+0 11ª giornata | Shelbourne | 3 – 2 referto | Shamrock Rovers | Tolka Park |

| Dublino 18 dicembre 1983, ore 14:30 UTC+0 12ª giornata | Shamrock Rovers | 2 – 1 referto | UCD | Tallaght Stadium |

| 1º gennaio 1984, ore 14:15 UTC+0 13ª giornata | Limerick City | 0 – 1 referto | Shamrock Rovers |  |

#### Girone di ritorno
| Drogheda 8 gennaio 1984, ore 14:15 UTC+0 14ª giornata | Drogheda Utd | 0 – 7 referto | Shamrock Rovers | United Park |

| Galway 22 gennaio 1984, ore 14:30 UTC+0 15ª giornata | Galway Utd | 0 – 3 referto | Shamrock Rovers | Terryland Park |

| Dublino 29 gennaio 1984, ore 16:30 UTC+0 16ª giornata                                      | Shamrock Rovers | 5 – 1 referto | Finn Harps |  |
| \| \| \| \| \| Campbell 31’, 72’, 75’ Buckley 39’ King 50’ \| Marcatori \| 19’ McGinley \| |                 |               |            |  |
|                                                                                            |                 |               |            |  |
| Campbell 31’, 72’, 75’ Buckley 39’ King 50’                                                | Marcatori       | 19’ McGinley  |            |  |

| Dublino 12 febbraio 1984, ore 16:30 UTC+0 17ª giornata | Shamrock Rovers | 1 – 1 referto | Dundalk | Tallaght Stadium |

| Dublino 19 febbraio 1984, ore 15:30 UTC+0 18ª giornata | Bohemians | 2 – 1 referto | Shamrock Rovers | Dalymount Park |

| Dublino 26 febbraio 1984, ore 15:30 UTC+0 19ª giornata | Shamrock Rovers | 2 – 0 referto | Waterford United | Tallaght Stadium |

| Dublino 1º marzo 1984, ore 20:00 UTC+0 20ª giornata | Shamrock Rovers | 1 – 0 referto | St Patrick's | Tallaght Stadium |

| Dublino 4 marzo 1984, ore 15:30 UTC+0 21ª giornata | Home Farm | 0 – 5 referto | Shamrock Rovers | Whitehall |

| Dublino 18 marzo 1984, ore 15:30 UTC+0 22ª giornata | Shamrock Rovers | 4 – 0 referto | Athlone Town | Tallaght Stadium |

| Sligo 25 marzo 1984, ore 17:15 UTC+0 23ª giornata | Sligo Rovers | 0 – 2 referto | Shamrock Rovers | The Showgrounds |

| Dublino 1º aprile 1984, ore 15:30 UTC+0 24ª giornata | Shamrock Rovers | 3 – 1 referto | Shelbourne | Tallaght Stadium |

| Dublino 15 aprile 1984, ore 15:30 UTC+0 25ª giornata | Shamrock Rovers | 1 – 1 referto | Limerick City | Tallaght Stadium |

| Dublino 17 aprile 1984, ore 18:30 UTC+0 26ª giornata | UCD | 0 – 2 referto | Shamrock Rovers | UCD Bowl |

### LOI Cup
| 12 settembre 1983 Primo turno - 1ª giornata | St Patrick's | 0 – 0 | Shamrock Rovers |  |

| 17 settembre 1983 Primo turno - 2ª giornata | Shamrock Rovers | 1 – 2 | Bohemians |  |

| 25 settembre 1983 Primo turno - 3ª giornata | Shamrock Rovers | 7 – 3 | UCD |  |

### FAI Cup
| febbraio 1984 Primo turno | Saint Mary's Athlone | 0 – 3 | Shamrock Rovers |  |

| Limerick 11 marzo 1984, ore 15:30 UTC+0 Quarti di finale | Limerick City | 0 – 1 referto | Shamrock Rovers | Markets Field |

| Dublino 6 aprile 1984, ore 20:00 UTC+0 Semifinale | Shamrock Rovers | 1 – 1 referto | Shelbourne | Dalymount Park (12 000 spett.) |

| Dublino 11 aprile 1984, ore 20:00 UTC+0 Semifinale - Replay | Shamrock Rovers | 1 – 0 referto | Shelbourne | Dalymount Park (12 000 spett.) |

| Dublino 29 aprile 1984, ore 15:30 UTC+0 Finale | UCD | 0 – 0 referto | Shamrock Rovers | Dalymount Park (6 300 spett.) |

| Dublino 4 maggio 1984, ore 20:00 UTC+0 Finale - Replay | UCD | 2 – 1 referto | Shamrock Rovers | Tolka Park (4 300 spett.) |

## Statistiche

### Statistiche dei giocatori
| Giocatore    | A Division | A Division | FAI Cup+LOI Cup | FAI Cup+LOI Cup | Totale   | Totale |
| Giocatore    | Presenze   | Reti       | Presenze        | Reti            | Presenze | Reti   |
| ------------ | ---------- | ---------- | --------------- | --------------- | -------- | ------ |
| R. Bayly     | ?          | 0          | ?+?             | ?+?             | 0+       | 0      |
| K. Brady     | ?          | ?          | ?+?             | ?+?             | 0+       | 0+     |
| J. Byrne     | ?          | -?         | ?+?             | -?+-?           | 0+       | 0+     |
| P. Byrne     | ?          | 3          | ?+?             | ?+?             | 0+       | 3      |
| L. Buckley   | ?          | 14         | ?+?             | ?+?             | 0+       | 14     |
| A. Campbell  | ?          | 24         | ?+?             | ?+?             | 0+       | 24     |
| J. Coady     | ?          | 2          | ?+?             | ?+?             | 0+       | 2      |
| P. Eccles    | ?          | 0          | ?+?             | ?+?             | 0+       | 0      |
| T. Eviston   | ?          | 0          | ?+?             | ?+?             | 0+       | 0      |
| A. Hyde      | ?          | 0          | ?+?             | ?+?             | 0+       | 0      |
| D. Keely     | ?          | 2          | ?+?             | ?+?             | 0+       | 2      |
| H. Kenny     | ?          | 0          | ?+?             | ?+?             | 0+       | 0      |
| N. King      | ?          | 6          | ?+?             | ?+?             | 0+       | 6      |
| J. McDonagh  | ?          | 4          | ?+?             | ?+?             | 0+       | 4      |
| J. McDonnell | ?          | 0          | ?+?             | ?+?             | 0+       | 0      |
| M. Neville   | ?          | 0          | ?+?             | ?+?             | 0+       | 0      |
| L. O'Brien   | ?          | 5          | ?+?             | ?+?             | 0+       | 5      |
| G. O'Carroll | ?          | 0          | ?+?             | ?+?             | 0+       | 0      |
| P. O'Toole   | ?          | 0          | ?+?             | ?+?             | 0+       | 0      |
| P. Pidgeon   | ?          | 0          | ?+?             | ?+?             | 0+       | 0      |
| N. Steedman  | ?          | 3          | ?+?             | ?+?             | 0+       | 3      |
| A. Whelan    | ?          | 2          | ?+?             | ?+?             | 0+       | 2      |